# Ctenopelma crassicorne
Ctenopelma crassicorne là một loài tò vò trong họ Ichneumonidae.